# Chlorophytum pauciphyllum
Chlorophytum pauciphyllum är en sparrisväxtart som beskrevs av Anna Amelia Obermeyer. Chlorophytum pauciphyllum ingår i släktet ampelliljor, och familjen sparrisväxter. Inga underarter finns listade i Catalogue of Life.